# سارة كيدر
سارة كيدر (بالإنجليزية: Sarah Kidder)‏ هي مسيرة أعمال أمريكية، ولدت في 1839، وتوفيت في سبتمبر 1933.